# 中央网络安全和信息化委员会
中央网络安全和信息化委员会，简称中央网信委，是中共中央决策和议事协调机构，负责领导中华人民共和国网络安全和信息化。

## 沿革
1982年10月4日，国务院成立了国务院电子计算机和大规模集成电路领导小组，确定了中国发展大中型计算机、小型机系列机的选型依据。
1984年，国务院决定将国务院电子计算机和大规模集成电路领导小组改为国务院电子振兴领导小组。该小组在“七五”期间，重点抓12项应用系统工程，应用电子信息技术改造传统产业。
1986年2月，国务院批准成立国家经济信息中心，负责建设国家经济信息系统。国家经济信息中心由原国家计委所属的计算中心、预测中心和信息管理办公室合并组建，1988年更名为国家信息中心。
1986年2月，在组建国家经济信息中心的同时，成立国家经济信息管理领导小组，国家计委主任宋平任组长。
1993年12月10日，国务院批准成立国家经济信息化联席会议，国务院副总理邹家华任主席。国家经济信息化联席会议办公室设在原国家计委（国家信息中心）。1994年5月，成立国家信息化专家组，作为国家信息化建设的决策参谋机构。
1996年4月16日，《国务院办公厅关于成立国务院信息化工作领导小组的通知》（国办发〔1996〕15号）发出，在原国家经济信息化联席会议的基础上成立国务院信息化工作领导小组，国务院副总理邹家华任领导小组组长，将原国家经济信息化联席会议办公室改为国务院信息化工作领导小组办公室，电子工业部副部长吕新奎任办公室主任。
1998年3月，随着国务院机构的进一步改革，原国务院信息化工作领导小组办公室整建制并入新组建的信息产业部，成立了信息产业部信息化推进司（国家信息化办公室），负责推进国民经济和社会服务信息化的工作。
1999年12月23日，国务院办公厅发出“关于成立国家信息化工作领导小组的通知”（国办发〔1999〕103号），成立国家信息化工作领导小组，由15人组成，国务院副总理吴邦国任组长。信息产业部部长吴基传任副组长，其余成员是来自国家相关部门的领导。按照通知要求，国务院信息化工作领导小组不单设办事机构，具体工作由信息产业部承担。并将国家信息化办公室改名为国家信息化推进工作办公室。
2001年8月23日，中共中央、国务院决定重新组建国家信息化领导小组，以进一步加强对推进中国信息化建设和维护国家信息安全工作的领导，中央政治局常委、国务院总理朱镕基任组长，胡锦涛、李岚清、丁关根、吴邦国、曾培炎为成员的国家信息化领导小组，同年12月朱镕基主持召开国家信息化领导小组第一次会议。同时单设办事机构——国务院信息化工作办公室也正式成立，由国家发展计划委员会主任、国家信息化领导小组副组长曾培炎兼任国务院信息化工作办公室主任。国家信息化领导小组负责审议国家信息化的发展战略，宏观规划，有关规章、草案和重大的决策，综合协调信息化和信息安全的工作。
2001年8月，中共中央、国务院批准成立国家信息化专家咨询委员会，负责就中国信息化发展中的重大问题向国家信息化领导小组提出建议。至此形成了国家信息化领导小组——国务院信息化工作办公室、国家信息化专家咨询委员会“一体、两个支撑机构”的格局。
2003年国务院换届之后，新一届国家信息化领导小组成立，中共中央政治局常委、国务院总理温家宝任组长。同年在国家信息化领导小组之下成立国家网络与信息安全协调小组，组长由中共中央政治局常委、国务院副总理担任。
2008年3月，国家大部制改革启动。决定不再保留国务院信息化工作办公室，根据《国务院关于机构设置的通知》（国发〔2008〕11号），原国家发展和改革委员会的工业行业管理有关职责，国防科学技术工业委员会核电管理以外的职责，以及信息产业部和国务院信息化工作办公室的职责，统一纳入新成立的“中华人民共和国工业和信息化部”，具体工作由工业和信息化部信息化推进司负责。
自1994年中国接入国际互联网之后，截至2013年底，中国网民规模已超过6亿（其中使用手机上网的网民占80%），手机用户已超过12亿，国内域名总数1844万个，网站将近400万家，世界十大互联网企业里中国占3家。2013年，中国网络购物用户3亿人，全国信息消费整体规模2.2万亿元人民币（同比增长超28%），电子商务交易规模超过10万亿元人民币。但是与此同时，中国网络自主创新相对落后，区域和城乡差异明显，人均带宽与世界先进水平差距大，中国还是网络攻击主要受害国，仅2013年11月境外木马及僵尸程序控制境内服务器便接近90万个主机IP。中国网络管理体制长期处于“九龙治水”格局，已跟不上网络迅速发展的要求。
国家信息化专家咨询委员会先后两次立项开展国家信息化管理体制机制研究。2009年，设立《大部委制实施后国家信息化推进体制机制研究》，课题负责人为国家信息化专家咨询委员会委员汪玉凯和高新民。2011年，设立了《国家信息化管理体制机制研究》，课题负责人是汪玉凯委员，作为课题结项的政策建议稿2012年11月20日上报国家信息化专家咨询委员会。
2013年以来，中国政府加大网络安全及信息化发展的力度。2013年8月8日《国务院关于促进信息消费扩大内需的若干意见》强调，加强信息基础设施建设，加快信息产业优化升级，大力丰富信息消费内容，提高信息网络安全保障能力。2013年11月中共十八届三中全会通过的《中共中央关于全面深化改革若干重大问题的决定》提出，要坚持积极利用、科学发展、依法管理、确保安全的方针，加大依法管理网络力度，完善互联网管理领导体制。
2014年2月27日，中央网络安全和信息化领导小组宣告成立，在北京召开第一次会议，会议审议通过了《中央网络安全和信息化领导小组工作规则》、《中央网络安全和信息化领导小组办公室工作细则》、《中央网络安全和信息化领导小组2014年重点工作》。与之前国务院层面上的国家信息化领导小组相比，中共中央层面上设置的中央网络安全与信息化领导小组从根本上改变了过去由国务院总理任国家信息化领导小组组长时难以协调中共中央、中央军委、全国人大等的弊端，提高整体规划能力和高层协调能力，并且将网络安全放在了更突出的位置。
2018年3月中共中央印发的《深化党和国家机构改革方案》称，“中央全面深化改革领导小组、中央网络安全和信息化领导小组、中央财经领导小组、中央外事工作领导小组改为委员会。为加强党中央对涉及党和国家事业全局的重大工作的集中统一领导，强化决策和统筹协调职责，将中央全面深化改革领导小组、中央网络安全和信息化领导小组、中央财经领导小组、中央外事工作领导小组分别改为中央全面深化改革委员会、中央网络安全和信息化委员会、中央财经委员会、中央外事工作委员会，负责相关领域重大工作的顶层设计、总体布局、统筹协调、整体推进、督促落实。”“4个委员会的办事机构分别为中央全面深化改革委员会办公室、中央网络安全和信息化委员会办公室、中央财经委员会办公室、中央外事工作委员会办公室。”

## 职责
中央网络安全和信息化领导小组组长习近平在2014年2月27日第一次会议上说：“中央网络安全和信息化领导小组要发挥集中统一领导作用，统筹协调各个领域的网络安全和信息化重大问题，制定实施国家网络安全和信息化发展战略、宏观规划和重大政策，不断增强安全保障能力。”

## 组成人员
| 2014年成立时，组成人员是： 组长 - 习近平（中共中央总书记、中央军委主席、中央国安委主席） 副组长 - 李克强（中共中央政治局常委、国务院总理、中央国安委副主席） - 刘云山（中共中央政治局常委、中央书记处书记） 成员 - 马凯（中共中央政治局委员、国务院副总理） - 王沪宁（中共中央政治局委员、中央政策研究室主任） - 刘奇葆（中共中央政治局委员，中央宣传部部长） - 范长龙（中共中央政治局委员，中央军事委员会副主席） - 孟建柱（中共中央政治局委员、中央政法委员会书记） - 栗战书（中共中央政治局委员、中央办公厅主任） - 郭声琨（国务委员兼公安部部长） - 周小川（全国政协副主席、中国人民银行行长） - 杨晶（中共中央书记处书记、国务委员兼国务院秘书长） - 鲁炜（国家新闻办公室副主任，中央网络安全与信息化领导小组办公室主任） - 房峰辉（中央军事委员会委员兼总参谋长） - 王毅（外交部部长） - 徐绍史（国家发展与改革委员会主任） - 袁贵仁（教育部部长） - 王志刚（科技部党组书记） - 楼继伟（财政部部长） - 苗圩（工业和信息化部部长） - 蔡武（文化部部长） - 蔡赴朝（国家新闻出版广电总局局长） |

## 办事机构
中央网络安全和信息化委员会办公室，简称中央网信办，和国家互联网信息办公室（国家网信办）一个机构两块牌子，列入中共中央直属机构序列。